# Simeon Mangiuca
Simeon Mangiuca (n. 2 septembrie 1831, Broșteni, jud. Caraș-Severin, d. 4 decembrie 1890, Oravița), a fost un folclorist român, membru de onoare (din 1890) al Academiei Române.

## Studiile și activitatea profesională
S-a născut în satul Broșteni, fiind fiul preotului ortodox Ioachim Mangiuca și al Calinei Berceanu. Studiile secundare le-a făcut la liceul din Oravița, apoi la Seghedin, Lugoj și Oradea. Între anii 1852 - 1855 a urmat Facultatea de Drept la Budapesta, unde și-a luat și doctoratul. Apoi a studiat timp de trei ani teologie teologia la Vârșeț.
În 1858 este numit practicant de drept la locotenența Voivodinei din Timișoara. În același timp devine profesor de limba și literatura română la gimnaziul german din Timișoara și se căsătorește cu Ana Miletici, fiica unui mare prorietar din Oravița.
În 1861 este ales de congregația comitană a județului Caraș prim-pretor al circumscripției Jamu Mare, post pe care-l va ocupa timp de 8 ani. În această perioadă își pregătește examenul de avocatură (cenzura), pe care îl ia în 1868. În anul următor părăsește administrația și se stabilește ca avocat la Oravița.
Devine membru de onoare al Academiei Române la 22 martie 1890.
Suferind de o boală de inimă, care n-a putut fi tratată nici la Viena, se stinge din viață la vârsta de 59 de ani, la 4 decembrie 1890 la Oravița. Biblioteca sa a donat-o „Asociațiunii” (Astra) din Sibiu.

## Activitatea literară
A studiat folclorul românesc, obiceiurile populare, colindele și obiceiurile funebre. Este autorul uneia dintre primele cercetări de folclor comparat din Banat. Publică numeroase lucrări de referință în domeniu în ziare precum „Albina” din Viena, „Luminătorul” din Timișoara și „Familia” din Oradea.
Lucrări publicate:
- De la originea, vechitatea și însemnătatea istorică a numelui Valacu, serie de articole în Albina, Viena, 1866-1867
- Baba Dochia, studiu mitologic în Familia, nr. 13/1874, Oradea
- De însemnătatea botanicei româneșci, serie de articole în Familia, Oradea, 1874
- Calendarul iulian, gregorian și poporul român pe anii 1882 și 1883
- Studii limbistice sau 100 de etimologii revindecate elementului român contra Miclosich și Cihac, serie de articole în Familia, Oradea, 1883, reproduse în Luminătoriul, Timișoara
- Cincizeci de etimologii de cuvinte bănățeneșci de origine romană, serie de articole în Familia, Oradea, 1884
- Daco-romänische Sprach und Geschichtforschung, cea mai importantă lucrare a sa, apărută în anul morții sale, în mai multe ediții; cuprinde valoroase studii de fonologie și morfologie a limbii române.

Încă cinci articole în limba germană apărute în Romänische Revue din Timișoara între anii 1987-1989.